# Лауренциу Регекампф
Лауренциу Аурелиан Регекампф (на румънски: Laurențiu Aurelian Reghecampf) е румънски футболист и треньор по футбол.

## Кратка спортна биография
Роден е в Търговище (Румъния), на 19 септември 1975 г. Въпреки че израства по терените в родния град, първият му клуб е VSE Санкт Пьолтен (Австрия). По-късно в кариерата си преминава в Стяуа Букурещ, с който печели титлата на Румъния през 1997 година. Една година по-късно, преминава под наем в българския актуален шампион тогава Литекс Ловеч, с който спечелва през 1999 г. титлата в България. За тима от Ловеч играе само през пролетния полусезон, в който записва впечатляващите 19 мача от общо 20, в които отбелязва 5 гола. Играе и финал за Купата на България, загубен от ЦСКА с 0:1.
През 2000 г. правата му са купени от германския Енерги Котбус, където играе до 2004 г., след което се присъединява към Алемания Аахен, с който печели промоция за Първа Бундеслига.
На 4 юли 2008 г., беше обявено, че ще се Регекампф ще играе втородивизионният Кайзерслаутерн със свободен трансфер, и ще играе за отбора в периода 2008 – 2009 година. След като преминава една година в клуба решава да се оттегли от активна спортна кариера на 30 юли 2009 година.
Има един мач за националния отбор по футбол на Румъния, с който играе срещу Дания през 2003 година.

## Треньорска дейност
След оттеглянето си от кариера на играч, Регекампф започва своята треньорска кариера във втородивизионния румънски отбор ФК Снагов през 2009 година. В края на Сезон 2009/10 той напуска и става треньор на първодивизионния Университатя Крайова, като целта е да спаси отбора от изпадане.
Завършва задачата си успешно, но не остава в Крайова за новия сезон. Вместо това, Регенкампф се присъединява към Глория Бистрица , но е уволнен след само 12 кръга, заради лошите резултати на отбора. Завръща се в Снагов, но само след пет мача отново отива обратно в Крайова. Уволнен е след само шест мача, след конфликт с две от звездите на отбора – Флорин Костя и Михай Дина.
През сезон 2011/12 започва отново с отбора на ФК Снагов, но през декември 2011 г. подписва договор с отбора на Конкордиа, като е начело на отбора в продължение на 17 мача и половин сезон. В края на сезона, отбора на Стяуа Букурещ му предлагат договор за един сезон.
С отбора прави пробив в Лига Европа през сезон 2012/13, побеждавайки Аякс и Челси. През следващия сезон 2013/14 отборът продължава с добрите резултати и достига да групите на Шампионската лига.
През август 2015 г. е назначен за старши треньор на Литекс Ловеч.
През декември 2015 г. поема за втори път в треньорската си кариера Стяуа Букурещ. Под негово ръководство отборът успява да излезе от моментната си слаба форма, и печели място в нешампионския поток на Шампионската лига, завършвайки на 2-ро място в Румънската лига I през сезон 2015/16.